# Бермудские Острова на летних Олимпийских играх 1976
Бермуды принимали участие в Летних Олимпийских играх 1976 года в Монреале (Канада) в двенадцатый раз за свою историю, и завоевали одну бронзовую медаль. Сборную страны представляла 1 женщина.

## Бронза
- Бокс, мужчины — Кларенс Хилл.